# Ljósbrot
Ljósbrot (Engels: When the Light Breaks) is een IJslands-Nederlands-Frans-Kroatische coming-of-agefilm uit 2024, geschreven en geregisseerd door Rúnar Rúnarsson. De hoofdrol wordt vertolkt door Elín Hall.

## Verhaal
Op een lange zomerdag in IJsland vindt Una, een jonge kunststudente, van de ene zonsondergang op de andere, liefde, vriendschap en schoonheid, maar ook liefdesverdriet.

## Rolverdeling
| Acteur                    | Personage |
| ------------------------- | --------- |
| Elín Hall                 | Una       |
| Katla Njálsdóttir         | Klara     |
| Ágúst Wigum               | Bassi     |
| Mikael Kaaber             | Gunni     |
| Baldur Einarsson          | Diddi     |
| Gunnar Hrafn Kristjánsson | Siggi     |

## Productie
Scenarioschrijver en regisseur Rúnar Rúnarsson fungeert als producer samen met Heather Millard van het IJslandse Compass Films, in coproductie met het lokale Halibut, het Nederlandse Revolver Amsterdam, de Franse Eaux Vives Productions en Jour2Fête en het Kroatische MP Film. De productie kreeg steun van het IJslandse Filmcentrum, het IJslandse filmvergoedingsprogramma, Eurimages, Creative Europe MEDIA, Nordisk Film & TV Fond, het Nederlands Filmfonds, de Nederlandse Filmproductie Incentive, het Kroatische Audiovisuele Centrum, RÚV en YLE.

## Release
Ljósbrot ging op 15 mei 2024 in première op het Filmfestival van Cannes als openingsfilm van de Un certain regard-sectie.

## Prijzen en nominaties
De belangrijkste:
| Jaar | Prijs                   | Categorie         | Genomineerde(n)   | Uitslag     |
| ---- | ----------------------- | ----------------- | ----------------- | ----------- |
| 2024 | Europese filmprijzen    | Beste make-up     | Evalotte Oosterop | Gewonnen    |
| 2024 | Filmfestival van Cannes | Un certain regard | Rúnar Rúnarsson   | Genomineerd |